# پرت اند ویتنی جی۵۸
پرت اند ویتنی جی۵۸ (به انگلیسی: Pratt & Whitney J58) یک موتور هواگرد ساختِ کارخانهٔ پرت اند ویتنی در کشور ایالات متحده آمریکا است . 